# رودريغو نيتو (صحفي)
رودريغو نيتو هو صحفي برازيلي، ولد في 1975 في البرازيل، وتوفي في 8 مارس 2013.